# Quantenelektrodynamik

Darstellung der grundlegenden Vorgänge im Feynman-Diagramm

Die Quantenelektrodynamik (QED) ist eine Quantenfeldtheorie. Sie beschreibt die Wechselwirkung zwischen Licht und Materie. Die QED entstand aus der Zusammenarbeit einer ganzen Reihe von Physikern, mit dem Ziel, mathematisch zu beschreiben, wie Elektronen und elektromagnetische Felder im Experiment miteinander wechselwirken. Bei dieser Wechselwirkung tauschen elektrisch geladene Teilchen Photonen aus. Die QED vereinigt die Quantenmechanik mit der speziellen Relativitätstheorie.

## Geschichte
Die QED war die erste Quantenfeldtheorie, bei der die Schwierigkeiten einer konsistenten quantentheoretischen Beschreibung von Feldern und der Erzeugung und Auslöschung von Teilchen befriedigend gelöst wurden.
Die erste bekannte Formulierung einer Quantentheorie, die die Wechselwirkung zwischen Strahlung und Materie beschreibt, stammt von dem britischen Wissenschaftler Paul Dirac. In den 1920er Jahren veröffentlichte er eine Arbeit, in der er zeigt, dass man aus dieser Quantentheorie den Einsteinkoeffizienten ableiten kann, der zur Berechnung der Absorption verwendet wird.
In den darauf folgenden Jahren entwickelten verschiedene Physiker, darunter Wolfgang Pauli, Eugene Paul Wigner, Pascual Jordan, Werner Heisenberg und Enrico Fermi diese Quantentheorie weiter. Die Physiker kamen zu der Überzeugung, dass es prinzipiell möglich wäre, für jeden physikalischen Prozess, an dem Photonen und geladene Teilchen beteiligt sind, Berechnungen durchzuführen. Weitere Untersuchungen ergaben jedoch, dass solche Berechnungen nur für die erste Ordnung der Störungstheorie zuverlässig waren. Die Theorie lieferte nur für grob vereinfachte Berechnungen brauchbare Ergebnisse. Sobald man jedoch, um die Werte genauer zu berechnen, die dazu nötigen Korrekturen ergänzte, wurden die hinzugefügten Terme unendlich und die Ergebnisse unbrauchbar. Zu diesem Zeitpunkt war keine Lösung für dieses Problem bekannt und es schien so, als ob eine grundlegende Inkompatibilität zwischen der speziellen Relativitätstheorie und der Quantenmechanik bestand.
Ende der 1940er traten weitere Probleme auf. Verbesserungen der Mikrowellentechnologie erlaubten die Durchführung von genaueren Messungen an den Atomzuständen im Wasserstoffatom. Man entdeckte die Lamb-Verschiebung und ein anomales magnetisches Moment. Beide Effekte waren nicht erklärbar. 1949 entdeckten Hans Bethe und Victor Weisskopf, dass man das Problem der unendlichen Terme durch eine Renormierung lösen kann. Shin’ichirō Tomonaga, Julian Schwinger, Richard Feynman und Freeman J. Dyson verfolgten diesen Ansatz weiter. Die QED wurde zu ihrer heute bekannten Form weiter entwickelt. Shin'ichirō Tomonaga, Julian Schwinger und Richard Feynman wurden 1965 für ihre Arbeit auf diesem Gebiet mit der Verleihung des Nobelpreises für Physik gewürdigt.
Richard Feynman hat die Renormierung scherzhaft als „Mogelspiel“ (engl. shell-game) bezeichnet. Die Masse eines Elektrons ohne Wechselwirkung, die in den Formeln der QED verwendet wird, ist ein freier Parameter. Sie muss an das Experiment angepasst werden. Dennoch liefert die QED für viele im Experiment beobachtete Werte sehr genaue Ergebnisse. Richard Feynman nannte die QED deshalb „das Juwel der Physik“.
Eines ihrer besten Ergebnisse ist die Berechnung des anomalen magnetischen Moments des Elektrons, die auf 11 Dezimalstellen mit dem experimentell bestimmten Wert übereinstimmt (Landé-Faktor). Damit ist die QED heute eine der am genauesten experimentell überprüften Theorien.

## Anschauliche Beschreibung
Gegen Ende seines Lebens hielt Richard Feynman eine Reihe von Vorlesungen über die QED, die sich an ein breites Publikum richteten. Die Vorlesungen wurden transkribiert und veröffentlicht. Der deutsche Titel lautet „QED Die seltsame Theorie des Lichts und der Materie“. In den Vorlesungen zeigt Feynman, wie man mit Hilfe der QED Phänomene beschreibt, die aus dem Alltag bekannt sind, wie z. B. die Reflexion von Licht an einem Spiegel. Dieser Abschnitt gibt einen Überblick über einige wesentliche Aussagen aus Feynmans Buch.

### Vorgänge
Alle Licht- und Elektronenphänomene entstehen durch drei grundlegende Vorgänge.
Ein Photon bewegt sich von einem Ort und einem Zeitpunkt zu einem anderen Ort und einem anderen Zeitpunkt.
Ein Elektron bewegt sich von einem Ort und einem Zeitpunkt zu einem anderen Ort und einem anderen Zeitpunkt.
Ein Elektron emittiert oder absorbiert an einem bestimmten Ort und zu einem bestimmten Zeitpunkt ein Photon:101.

### Feynman-Diagramme

Darstellung der grundlegenden Vorgänge im Feynman-Diagramm

Feynman-Diagramme sind bildliche Darstellungen für Vorgänge, die mit der QED berechnet werden. Die Diagramme sind streng in mathematische Ausdrücke übersetzbar. Die drei Grundelemente, die im nebenstehenden Diagramm gezeigt werden, entsprechen den drei oben genannten grundlegenden Vorgängen. Die Wellenlinie zwischen A und B steht für die Bewegung eines Photons, die gerade Linie zwischen C und D für die Bewegung eines Elektrons und die Kreuzung E mit zwei geraden Linien und einer Wellenlinie für einen Ort und einen Zeitpunkt, an dem ein Elektron ein Photon emittiert oder absorbiert. Das Diagramm reduziert die drei Dimensionen des Raums auf eine Dimension, deren Wert auf der horizontalen Achse angegeben wird. Die Zeit wird auf der vertikalen Achse angegeben:101.

### Wahrscheinlichkeitsamplituden
Photonen und Elektronen zeigen in Experimenten sowohl das Verhalten von Teilchen und als auch von Wellen (siehe auch Welle-Teilchen-Dualismus). Es ist nicht möglich, das Verhalten eines einzelnen Photons oder Elektrons vorherzusagen. Stattdessen wird das Verhalten durch Wahrscheinlichkeitsamplituden beschrieben. In der Quantenmechanik werden Wahrscheinlichkeitsamplituden durch komplexe Zahlen beschrieben und Wahrscheinlichkeiten werden als Betragsquadrat dieser komplexen Zahlen berechnet.

Die Summe von zwei Wahrscheinlichkeitsamplituden kann geometrisch gebildet werden.

Feynman verwendet für die Darstellung von Wahrscheinlichkeitsamplituden keine komplexen Zahlen, sondern die einfache und doch korrekte Darstellung durch Pfeile auf einem Blatt Papier oder einem Bildschirm. Diese Pfeile sind grundlegend für Feynmans Beschreibung der QED. Die Wahrscheinlichkeit, mit der ein Ereignis eintritt, entspricht dem Quadrat der Länge des zugehörigen Pfeils:36.
Die Summe von zwei Pfeilen wird gebildet, indem man den zweiten Pfeil am Ende des ersten Pfeils ansetzt. Die Summe ist dann der resultierende Pfeil, der vom Anfang des ersten Pfeils zum Ende des zweiten Pfeils zeigt. Auf diese Weise kann man die Summe einer beliebigen Anzahl von Pfeilen bilden:38. Man sieht leicht, dass zwei gleich lange Pfeile, die in die gleiche Richtung zeigen, einen resultierenden Pfeil mit doppelter Länge ergeben und zwei gleich lange Pfeile, die in entgegengesetzte Richtungen zeigen, einen resultierenden Pfeil mit der Länge Null ergeben. Das heißt, die Pfeilrichtungen bestimmen, ob sich verschiedene Amplituden gegenseitig verstärken oder abschwächen. Dieses Phänomen nennt man Interferenz:33:40.

Reflexion von Photonen an einer Spiegeloberfläche: Die Quelle S emittiert einzelne Photonen mit einer bestimmten Wellenlänge. Bei P befindet sich ein Photonendetektor. Der Schirm zwischen Quelle und Detektor verhindert, dass ein Photon auf direktem Weg den Detektor erreicht. Die Photonen werden auf verschiedenen Wegen vom Spiegel (in blau) zum Detektor reflektiert. t zeigt die Laufzeiten der Photonen, die Pfeile (in grün) zeigen ihre Amplituden. Die Summe aller Pfeile ergibt den resultierenden Pfeil (in rot). Das Quadrat mit der Seitenlänge des resultierenden Pfeils zeigt die Wahrscheinlichkeit des Ereignisses „Photon wird detektiert“.

Das nächste Diagramm zeigt die Beobachtungen von Experimenten zur Reflexion von Photonen an einer Spiegeloberfläche. Es zeigt sich, dass Photonen nicht nur von der Spiegelmitte zum Detektor reflektiert werden, sondern jeden der eingezeichneten Wege nehmen können:52. Der Detektor kann nicht erkennen, welchen Weg ein Photon genommen hat. Jedem möglichen Weg wird ein Pfeil zugeordnet, der sich gleichmäßig dreht, während das Photon unterwegs ist. Die Drehung beginnt bei der Emission eines Photons. Sie endet, wenn ein Photon detektiert wird. Wenn man alle Pfeile addiert, dann entspricht die Länge des resultierenden Pfeils der Gesamtamplitude, mit der ein Photon beim Detektor ankommt. Dabei liefern die Pfeile von den Wegen über die Mitte des Spiegels, die fast in die gleiche Richtung zeigen, den größten Beitrag zur Länge des resultierenden Pfeils:55.
Für die Berechnung der Wahrscheinlichkeiten von Ereignissen, an denen mehrere Vorgänge beteiligt sind, gelten folgende Regeln:
1. Wenn ein Ereignis durch verschiedene ununterscheidbare Vorgänge eintreten kann, dann entspricht seine Wahrscheinlichkeitsamplitude der Summe der Wahrscheinlichkeitsamplituden der einzelnen Vorgänge.[11]:49.
2. Wenn ein Ereignis durch eine Reihe von Schritten hervorgerufen wird oder es aus mehreren voneinander unabhängigen, möglicherweise gleichzeitig ablaufenden Vorgängen zusammengesetzt ist, dann entspricht seine Wahrscheinlichkeitsamplitude dem Produkt der Wahrscheinlichkeitsamplituden der einzelnen Schritte oder Teilvorgänge[11]:73. Man bildet das Produkt von zwei Pfeilen, indem man ihre Winkel addiert und ihre Längen miteinander multipliziert[11]:75.

Beispiel für eine Kombination von ununterscheidbaren und zusammengesetzten Vorgängen: Angenommen, es gibt zwei Photonenquellen, X und Y, und zwei Detektoren, A und B. Gesucht ist die Wahrscheinlichkeit, mit der folgendes Ereignis eintritt:  X und Y geben ein Photon ab und A und B detektieren je ein Photon. Das Ereignis kann durch zwei verschiedene zusammengesetzte Vorgänge ausgelöst werden, die nicht voneinander unterscheidbar sind. Für den ersten zusammengesetzten Vorgang werden der Pfeil für X nach A und der Pfeil für Y nach B miteinander multipliziert. Für den zweiten zusammengesetzten Vorgang werden der Pfeil für X nach B und der Pfeil für Y nach A miteinander multipliziert. Danach bildet man die Summe der beiden so erhaltenen Pfeile:88. Dadurch erhält man einen resultierenden Pfeil. Man erhält die Wahrscheinlichkeit, mit der das gesuchte Ereignis eintritt, indem man die Länge des Pfeils quadriert.
Gesucht wird immer nach einem einzigen resultierenden Pfeil. Er stellt eine Wahrscheinlichkeitsamplitude dar. Man erhält die Wahrscheinlichkeit, mit der ein Ereignis eintritt, indem man seine Länge quadriert:91.

### Amplituden der Grundvorgänge
Feynman führt auch spezielle Notationen für die Wahrscheinlichkeitsamplituden der oben genannten Grundvorgänge ein. Beispielsweise hat ein Photon, das sich zu einer bestimmten Zeit an einem bestimmten Ort {\displaystyle A} befindet, eine bestimmte Amplitude dafür, dass es sich zu einer anderen bestimmten Zeit an einem anderen bestimmten Ort {\displaystyle B} befindet:104.
1. {\displaystyle P(A{\text{ nach }}B)} ist die Notation für die Amplitude eines Photons, den Weg von {\displaystyle A} nach {\displaystyle B} zu nehmen[11]:104.
2. {\displaystyle E(C{\text{ nach }}D)} ist die Notation für die Amplitude eines Elektrons, den Weg von {\displaystyle C} nach {\displaystyle D} zu nehmen[11]:106.
3. {\displaystyle j} ist die Notation für die Amplitude eines Elektrons, ein Photon zu emittieren oder zu absorbieren[11]:107.

Die Formel für die Berechnung von {\displaystyle P(A{\text{ nach }}B)} ist sehr einfach. Es gehen nur die Entfernungen zwischen den beiden Orten und die Differenzen zwischen den beiden Zeiten ein. Der größte Beitrag ist bei der bekannten Lichtgeschwindigkeit zu beobachten, es gibt aber auch Beiträge mit höherer oder niedrigerer Geschwindigkeit. Letztere heben sich bei großen Entfernungen auf. Bei sehr kurzen Entfernungen müssen sie aber berücksichtigt werden:105.
Die Berechnung von {\displaystyle E(C{\text{ nach }}D)} ist sehr kompliziert. Auch hier gehen die Entfernungen zwischen den beiden Orten und die Differenzen zwischen den beiden Zeiten ein. Zusätzlich geht eine Zahl {\displaystyle n} ein, die die Angleichung der Berechnungen an das Experiment möglich macht. Außerdem summiert die Formel alle möglichen Wege auf, auf denen sich das Elektron von {\displaystyle C} nach {\displaystyle D} bewegen könnte. Es könnte den Weg in einem Sprung oder in mehreren Sprüngen zurück legen. Die Amplitude für jeden „Zwischenstopp“ entspricht {\displaystyle n^{2}}:107.
{\displaystyle j} ist eine Konstante. Ihr Wert beträgt ungefähr -0,1:108.

### Einfache Wechselwirkungen
Nehmen wir an, es gibt ein Elektron bei A und ein Photon bei B. Das gesuchte Ereignis tritt ein, wenn ein Elektron in C detektiert wird und ein Photon in D. Der einfachste Prozess, der zu diesem Ereignis führt, besteht aus zwei Vorgängen, nämlich dass sich das Elektron von A nach C bewegt und dass sich das Photon von B nach D bewegt. Man kann die Amplitude dafür berechnen, indem man die bekannten Wahrscheinlichkeitsamplituden für E(A nach C) und P(B nach D) miteinander multipliziert. Dadurch erhält man eine Wahrscheinlichkeitsamplitude, deren Betragsquadrat die  Wahrscheinlichkeit dafür angibt, dass dieser einfache Prozess abläuft. Diese Wahrscheinlichkeit ist aber nur eine erste grobe Schätzung, denn das Ereignis kann auch durch andere Prozesse ausgelöst werden, bei denen eine Wechselwirkung zwischen Photon und Elektron stattfindet.

Compton-Effekt

Das Elektron könnte sich erst zu einem beliebigen Ort E bewegen und dort das Photon absorbieren, sich dann zu einem weiteren beliebigen Ort F bewegen und dort ein neues Photon emittieren und erst danach bei C detektiert werden, während das neue Photon bei D detektiert wird:114. Die Streuung von Licht ist ein solcher Prozess, siehe auch Compton-Effekt. Die Wahrscheinlichkeit dieses Prozesses kann mit Hilfe der bekannten Amplituden für die Grundvorgänge berechnet werden: es gibt drei Vorgänge mit einem Elektron, zwei Vorgänge mit einem Photon und zwei Wechselwirkungen – eine Emission und eine Absorption. Allerdings müssen wir diese Berechnung für alle möglichen Orte E und F durchführen und alle Amplituden dafür aufsummieren. Und es gibt noch einen dritten Prozess, bei dem das Elektron sich zuerst nach G bewegt, dort ein Photon emittiert, dass sich zu D bewegt, während das Elektron sich weiter bewegt zu H, wo es das Photon aus der Quelle absorbiert und sich dann nach C  bewegt. Auch für den dritten Prozess können wir ähnlich wie beim zweiten Prozess die Amplitude berechnen und schließlich die Amplituden aller drei Prozesse addieren, um einen genaueren Wert für die Wahrscheinlichkeit zu erhalten, mit dem das Ereignis eintritt.
Das sind die Grundregeln der QED: Man zerlegt jede Möglichkeit, wie ein Ereignis eintreten kann, in ihre Grundvorgänge. Dann zeichnet man die Amplituden der Grundvorgänge. Man addiert die Amplituden, wenn man im Alltag Wahrscheinlichkeiten addieren würde. Man multipliziert die Amplituden, wenn man im Alltag Wahrscheinlichkeiten multiplizieren würde:138. Das Ergebnis ist ein einziger resultierender Pfeil. Man erhält die Wahrscheinlichkeit, mit der ein Ereignis eintritt, indem man seine Länge quadriert:91.

### Renormierung
Um zu bestimmen, mit welcher Amplitude sich ein Elektron von A nach B bewegt, bestimmt man zuerst mit der Formel für {\displaystyle E(A{\text{ nach }}B)} die Amplitude dafür, dass sich ein Elektron auf direktem Weg von einem Punkt zu einem anderen bewegt. Danach ergänzt man Korrekturen, um zu berücksichtigen, dass ein Elektron ein oder mehrere Photonen absorbiert oder emittiert. {\displaystyle E(A{\text{ nach }}B)} ist abhängig von {\displaystyle n}:144.
Dieses {\displaystyle n} ist ein theoretischer Wert. Das „ideale“ Elektron, von dem die Theorie ausgeht, bewegt sich ohne Wechselwirkung von einem Punkt in der Raumzeit zu einem anderen. Man könnte {\displaystyle n} als Masse dieses Elektrons messen und {\displaystyle j} als Ladung. Reale Elektronen wechselwirken aber mit Photonen, deshalb können {\displaystyle n} und {\displaystyle j} nicht in einem Experiment gemessen werden:144.
Also muss man {\displaystyle n} berechnen. Dabei tritt ein Problem auf, das die Physiker 20 Jahre lang nicht lösen konnten. Für die Berechnung von {\displaystyle n} schreibt man eine Reihe von Termen auf, von denen der erste nur {\displaystyle E(A{\text{ nach }}B)} berücksichtigt. Danach folgen Terme mit zwei, vier, sechs, acht und mehr Wechselwirkungen. Bei der Berechnung von Termen mit Wechselwirkungen müssen alle möglichen Orte, an denen diese stattfinden könnten, berücksichtigt werden. Dazu gehören auch Orte, die übereinander liegen, also mit einem Nullabstand. Wenn man versucht, das zu berechnen, treten unendlich große Ausdrücke auf. Das gleiche Problem besteht analog bei der  Berechnung von {\displaystyle j}:146.
Man kann die unendlichen Werte verhindern, indem man den Nullabstand ausschließt und die Berechnung bei einem sehr kleinen Abstand abbricht. Nun kann man {\displaystyle n} und {\displaystyle j} präzise berechnen und mit diesen Werten die errechnete Masse und die im Experiment beobachtete Masse {\displaystyle m} und die errechnete Ladung und die im Experiment beobachtete Ladung {\displaystyle e} aufeinander abstimmen. Aber wenn zwei Personen die gleiche Rechnung durchführen und bei verschiedenen Mindestabständen abbrechen, dann erhalten sie abweichende Werte für {\displaystyle n} und {\displaystyle j}:147.
1949 entdeckten Hans Bethe und Victor Weisskopf, dass man, wenn man mit abweichenden Werten für {\displaystyle n} und {\displaystyle j} weiter rechnet, um im Experiment gemachte Beobachtungen zu überprüfen, sehr ähnliche und passende Ergebnisse erhält. Es scheint so, als ob die kleinen Abstände nur die Werte für die theoretischen Größen {\displaystyle n} und {\displaystyle j} beeinflussen, aber nicht die Größen, die im Experiment beobachtet werden. Shin’ichirō Tomonaga, Julian Schwinger und Richard Feynman konnten diesen Ansatz unabhängig voneinander auf verschiedenen Wegen durch präzise Berechnung bestätigen. Das Verfahren zur Bestimmung von {\displaystyle n} und {\displaystyle j} wird Renormierung genannt:147.

## Allgemeines
Die QED gibt eine Beschreibung aller Phänomene, die von geladenen Punktteilchen, wie Elektronen oder Positronen, und von Photonen verursacht werden. Sie enthält die klassische Elektrodynamik als Grenzfall starker Felder bzw. hoher Energien, bei denen die möglichen Messwerte als kontinuierlich angesehen werden können. Von tieferem Interesse ist allerdings die Anwendung auf mikroskopische Objekte, wo sie etwa Quantenphänomene erklärt, wie die Struktur von Atomen und Molekülen. Daneben umfasst sie Vorgänge der Hochenergiephysik, wie die Erzeugung von Teilchen durch ein elektromagnetisches Feld.
Die QED beschreibt die Wechselwirkung eines Spinorfeldes mit Ladung -e, welches das Elektron beschreibt, mit einem Eichfeld, welches das Photon beschreibt. Man erhält ihre Bewegungsgleichungen aus der Elektrodynamik durch Quantisierung der maxwellschen Gleichungen. Die Quantenelektrodynamik erklärt mit hoher Genauigkeit die elektromagnetische Wechselwirkung zwischen geladenen Teilchen (z. B. Elektronen, Myonen, Quarks) mittels des Austauschs virtueller Photonen sowie die Eigenschaften elektromagnetischer Strahlung.

## Lagrange-Dichte
Die fundamentale Funktion der Quantenfeldtheorie ist die Lagrangedichte {\displaystyle {\mathcal {L}}}:
{\displaystyle {\mathcal {L}}_{\text{QED}}=\sum _{n}{\bar {\psi }}_{n}(i\gamma ^{\mu }\partial _{\mu }-m_{n})\psi _{n}-{\frac {1}{4}}F_{\mu \nu }F^{\mu \nu }-\sum _{n}q_{n}{\bar {\psi }}_{n}\gamma ^{\mu }A_{\mu }\psi _{n}.}
In der Formel:
- Das freie Spinorfeld {\displaystyle \psi } gehorcht der Dirac-Gleichung und beschreibt Fermionen wie Elektronen oder Quarks.
- Das Photonenfeld {\displaystyle A^{\mu }} gehorcht den Maxwell-Gleichungen.
- Der Feldstärketensor {\displaystyle F_{\mu \nu }} ist eine Abkürzung für {\displaystyle \partial _{\mu }A_{\nu }-\partial _{\nu }A_{\mu }}.

Die physikalischen freien Parameter der Quantenelektrodynamik sind
- die (nackten) Massen {\displaystyle m_{n}} der einzelnen Objekte,
- deren (nackten) Kopplungskonstanten {\displaystyle q_{n}}, die im Falle der Quantenelektrodynamik zur klassischen elektrischen Ladung korrespondiert.

Die Lagrangedichte der Quantenelektrodynamik ist so konzipiert, dass sie aus der Lagrangedichte des freien Spinorfeldes und des freien Photonfeldes entsteht, wenn zusätzlich die lokale Eichinvarianz gefordert wird, welche sich in einem Kopplungsterm manifestiert (vgl. Dirac-Gleichung).
Insbesondere ist die Lagrangedichte der Quantenelektrodynamik der maximale Ausdruck, der alle u. g. Kriterien erfüllt, d. h. kein Term kann hinzugefügt werden, der die Bedingungen nicht verletze.
Die Quantenelektrodynamik ist eine relativistische Eichtheorie auf Basis der unitären Gruppe {\displaystyle U(1)} (Kreisgruppe), sodass folgende Bedingungen erfüllt sein müssen:
- Invarianz unter Transformationen der Poincaré-Gruppe, welche die Lorentz-Transformationen einschließt,
- Invarianz unter einer lokalen Eichtransformation {\displaystyle \psi \to \psi '=e^{\mathrm {i} q\alpha (x)}\psi } und {\displaystyle A_{\mu }\to A_{\mu }'=A_{\mu }-\partial _{\mu }\alpha (x)} der Feldoperatoren {\displaystyle \psi } und {\displaystyle A},
- Renormierbarkeit im Rahmen einer störungstheoretischen Berechnung.

### Bedeutung der Eichtransformationen
Die Transformation {\displaystyle A_{\mu }\to A_{\mu }'=A_{\mu }-\partial _{\mu }\alpha (x)} ist die klassische lokale Eichtransformation der elektromagnetischen Potentiale {\displaystyle \Phi } und {\displaystyle {\vec {A}}}, die den Wert des elektrischen Feldes {\displaystyle {\vec {E}}=-{\vec {\nabla }}\Phi -\partial _{t}{\vec {A}}} bzw. der magnetischen Flussdichte {\displaystyle {\vec {B}}={\vec {\nabla }}\times {\vec {A}}} nicht verändert.
Die dazu korrespondierende Transformation {\displaystyle \psi \to \psi '=e^{\mathrm {i} q\alpha (x)}\psi } hingegen beschreibt eine lokale Änderung der Phase ohne direktes Analogon in der klassischen Physik. Die Invarianz der Lagrangedichte unter dieser Phasenänderung führt nach dem Noether-Theorem jedoch zur Erhaltungsgröße des Dirac-Stroms {\displaystyle j_{\mu }={\bar {\psi }}\gamma _{\mu }\psi } mit der Kontinuitätsgleichung {\displaystyle \partial ^{\mu }j_{\mu }=0}.
Die Forderungen nach Eichinvarianz, Lorentz-Invarianz und Renormierbarkeit der Lagrangedichte führen darüber hinaus zur Aussage, dass das Photon masselos ist, da ein renormierbarer skalarer Masseterm für das Photon {\displaystyle A_{\mu }m_{\gamma }^{2}A^{\mu }} nicht eichinvariant ist.

### Bewegungsgleichungen
Die Lagrange-Dichte führt über die Lagrange-Gleichung zu den Bewegungsgleichungen für die Feldoperatoren:
{\displaystyle (\mathrm {i} \gamma ^{\mu }\partial _{\mu }-m)\psi =q\gamma ^{\mu }A_{\mu }\psi }
{\displaystyle \partial _{\mu }F^{\mu \nu }=qj^{\nu }}
Dabei ist {\displaystyle q} die elektrische Ladung des betrachteten Teilchens.
Das zweite Gleichungssystem entspricht den Maxwell-Gleichungen in Potentialform. Wobei die klassische elektromagnetische Vierer-Stromdichte durch den Dirac-Strom ersetzt wurde.

## Einordnung der Quantenelektrodynamik
| Fundamentale Wechselwirkungen und ihre Beschreibungen (Theorien in frühem Stadium der Entwicklung sind grau hinterlegt.) |                                       |                                                 |                                   |                         |                                |
| | Starke Wechselwirkung                 | Elektromagnetische Wechselwirkung               | Elektromagnetische Wechselwirkung | Schwache Wechselwirkung | Gravitation                    |
| klassisch |                                       | Elektrostatik                                   | Magnetostatik                     |                         | Newtonsches Gravitationsgesetz |
| klassisch | Elektrodynamik                        | Elektrodynamik                                  | Allgemeine Relativitätstheorie    |                         |                                |
| quanten- theoretisch | Quantenchromodynamik (Standardmodell) | Quantenelektrodynamik                           | Quantenelektrodynamik             | Fermi-Theorie           | Quantengravitation (?)         |
| quanten- theoretisch | Quantenchromodynamik (Standardmodell) | Elektroschwache Wechselwirkung (Standardmodell) |                                   |                         | Quantengravitation (?)         |
| quanten- theoretisch | Große vereinheitlichte Theorie (?)    |                                                 |                                   |                         | Quantengravitation (?)         |
| quanten- theoretisch | Weltformel („Theorie von Allem“) (?)  |                                                 |                                   |                         |                                |

### Artikel
- Eugene D. Commins: Electron Spin and Its History. In: Annual Review of Nuclear and Particle Science. Band 62, Nr. 1, 23. November 2012, S. 133–157, doi:10.1146/annurev-nucl-102711-094908 (englisch).
- Sammlung relevanter (historischer) Fachpublikationen als Buch: Julian Schwinger (Hrsg.): Selected Papers on Quantum Electrodynamics (= Dover books on engineering and engineering physics). Dover, New York 1958, ISBN 0-486-60444-6 (englisch).

### Fachbücher
- Karl Schilcher: Quantenelektrodynamik kompakt. De Gruyter, 2019, ISBN 978-3-11-048859-3, doi:10.1515/9783110488593.
- I. N. Toptygin: Foundations of Classical and Quantum Electrodynamics. Wiley-VCH, Weinheim 2014, ISBN 978-3-527-41153-5 (englisch).
- Ian J.R. Aitchison, Anthony J.G. Hey: Gauge Theories in Particle Physics: A Practical Introduction, Volume 1: From Relativistic Quantum Mechanics to QED. 4. Auflage. CRC Press, 2013, ISBN 978-0-429-18538-0, doi:10.1201/b13717 (englisch).
- Florian Scheck: Quantized Fields and Their Interpretation. In: Quantum Physics. Springer Berlin Heidelberg, Berlin, Heidelberg 2013, ISBN 978-3-642-34562-3, S. 383–475, doi:10.1007/978-3-642-34563-0_7 (englisch).
- Walter Greiner, Joachim Reinhardt: Quantum Electrodynamics. Springer Berlin Heidelberg, Berlin, Heidelberg 2009, ISBN 978-3-540-87560-4, doi:10.1007/978-3-540-87561-1 (englisch).
- Walter Dittrich, Holger Gies: Probing the Quantum Vacuum (= Springer Tracts in Modern Physics. Band 166). Springer Berlin Heidelberg, Berlin, Heidelberg 2000, ISBN 3-540-67428-4, doi:10.1007/3-540-45585-X (englisch).
- G. Scharf: Finite Quantum Electrodynamics. Springer Berlin Heidelberg, Berlin, Heidelberg 1995, ISBN 3-642-63345-5, doi:10.1007/978-3-642-57750-5 (englisch).
- Peter W. Melonni: The Quantum Vacuum. Elsevier, 1994, ISBN 0-08-057149-2, doi:10.1016/C2009-0-21295-5 (englisch).

### Sachbücher
- Silvan S. Schweber: QED and the men who made it: Dyson, Feynman, Schwinger, and Tomonaga (= Princeton series in physics). Princeton University Press, Princeton, NJ 1994, ISBN 0-691-03685-3 (englisch).
- Richard P. Feynman: QED: die seltsame Theorie des Lichts und der Materie (= Piper. Band 31316). Ungekürzte Taschenbuchausgabe Auflage. Piper, München 2018, ISBN 978-3-492-31316-2 (Originaltitel: QED: The Strange Theory of Light and Matter. 1985.).

### Klassiker
- L. D. Landau, E. M. Lifschitz: Quantenelektrodynamik (= Lehrbuch der theoretischen Physik. Band 4). Unveränderter Nachdruck der 7., ergänzten Auflage 1991. Europa-Lehrmittel, 2020, ISBN 978-3-8085-5632-0.
- Richard P. Feynman, Albert R. Hibbs, Daniel F. Styer: Quantum Mechanics and Path Integrals. Emended edition Auflage. Dover Publications, Mineola, NY 2010, ISBN 978-0-486-47722-0 (englisch, Originaltitel: Quantum Mechanics and Path Integrals. 1965.).
- V. B. Berestetskii, A. I. Akhiezer: Quantum Electrodynamics (= R. E. Marshak [Hrsg.]: Interscience monographs and texts in physics and astronomy). 2. Auflage. Interscience Publishers (John Wiley & Sons), 1965 (englisch, archive.org).
- Richard P. Feynman: Quantum Electrodynamics - A Lecture Note and Reprint Volume (= Frontiers in Physics). Benjamin, 1961 (englisch, archive.org).

## Videos
- Richard Feynman: The Douglas Robb Memorial Lectures (Teil 1-4). Hrsg.: University of Auckland / Vega Science Trust. 1979 (archive.org).
  1. Photons - Corpuscles of Light
  2. Fits of Reflection and Transmission - Quantum Behaviour
  3. Electrons and their Interactions
  4. New Queries